# Armbågsutskott

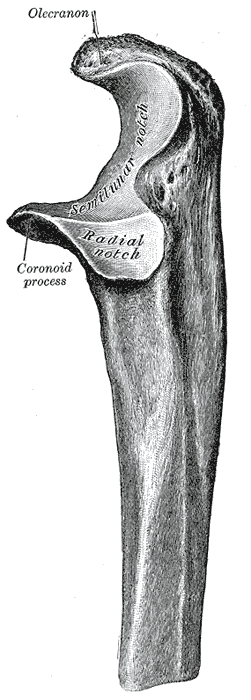
Proximala änden av vänster armbågsben, lateral vy.
Illustration: Gray's Anatomy, 1918. (PD)

Armbågsutskott eller coronoidutskott (latin: processus coronoideus) är, i människans kropp, ett triangulärt, framåtriktat utskott placerat på armbågsbenets (ulna) proximala framsida.
Coronoidutskottets bas övergår successivt i benskaftet och bildar ett förhållandevis kraftigt utskott. Det utmynnar i en spets som passar in i en motsvarande fördjupning i överarmen (humerus), fossa coronoideus.
Dess övre, proximala yta är slät och konkav och utgör den nedre delen av armbågsledens (art. cubiti) ledpanna, incisura trochlearis. Ledytans övre del utgörs av olekranons (olecranon) översida.
På dess distala främre yta har m. brachialis sitt distala fäste och m. pronator teres sitt proximala fäste. I ytans nedre kant finns tuberositas ulnae som även den utgör fäste för m. brachialis och lateralt om tuberositas har membranae interosseae antebrachii (chorda obliqua) sitt proximala fäste.
På coronoidutskottets laterala sida finns en liten och avlång fördjupning kallad incisura radialis som utgör ledytan mot strålbenet (radius).
På den mediala ytan fäster lig. collaterale ulnae, m. flexor digitorum profundus, m. pronator teres.
Några av fibrerna som utgör m. flexor pollicis longus proximala fäste sträcker sig ibland till utskottets nedre del.